# Brattforshedens krigsflygfält
Krigsflygfält 16, Brattforsheden är ett före detta krigsflygfält på Brattforsheden, en mil öster om Molkom i Värmlands län. En mindre del av den ursprungliga fältytan används för privatflyg under namnet Brattforshedens flygfält.

## Historik
Under perioden 1939-1945 kom totalt 40 krigsflygfält att byggas i Sverige. Ett av dem färdigställdes på Brattforsheden med nr 16, eller skansanläggning 112. Anläggningen av fältet påbörjades i september 1939 och var färdigställt i juni 1940. I anslutning till flygfältet byggdes luftvärns- och gevärsställningar inom respektive fyra motståndsnästen med tillhörande 27 stycken flygplansvärn. De indelades i A, B och C värn beroende på flygplanstyp. Krigsflygfältet blev kulturreservat 2003.
Sedan 1 januari 2009 ingår Krigsflygfält 16 i nätverket SMHA (Sveriges Militärhistoriska Arv) som i sin tur är en del av myndigheten SFHM (Statens försvarshistoriska museer).